# جلال الدين شريعتيار
جلال الدين شريعتيار (15 مارس 1983) لاعب كرة قدم أفغانستاني . يلعب حاليا لنادي المنامة في الدوري البحريني الممتاز. ويجيد اللعب في مركز الوسط المدافع كما يجيد اللعب في مركز الوسط المحوري.